# François-Hubert Drouais

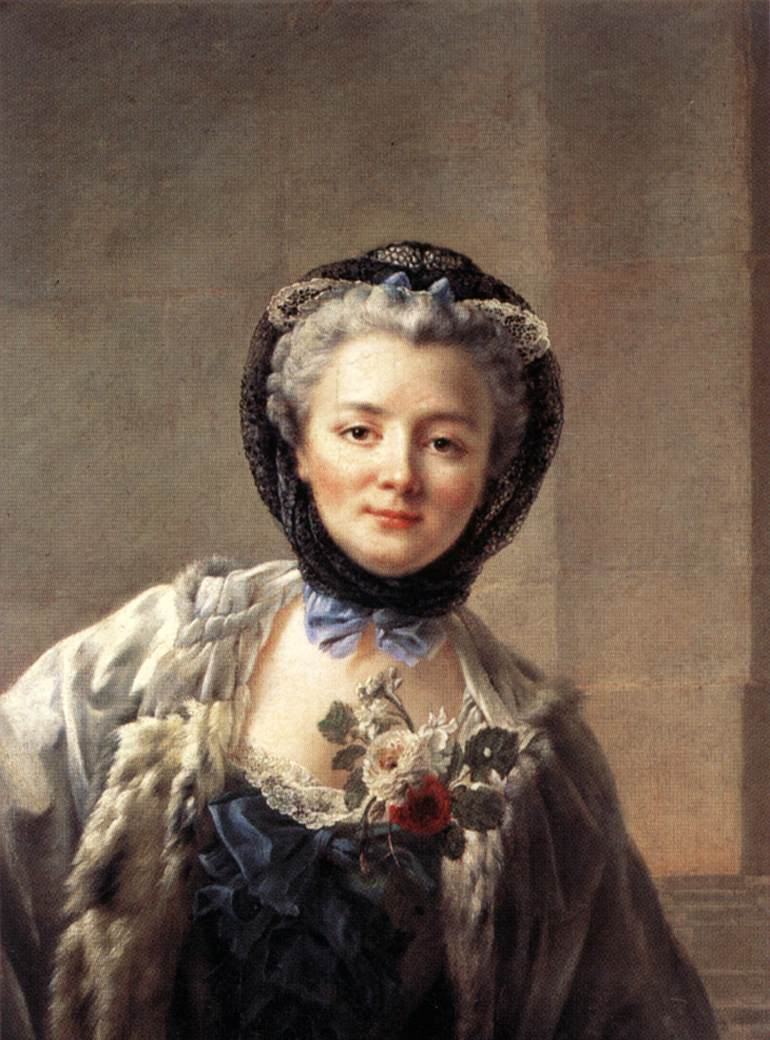
François-Hubert Drouais, Madame Drouais (1758), Museo del Louvre, Parigi.

François-Hubert Drouais (Parigi, 14 dicembre 1727 – Parigi, 21 ottobre 1775) è stato un pittore francese, attivo soprattutto come ritrattista, padre di Jean-Germain Drouais.

## Biografia
Figlio del pittore Hubert, noto per la sua attività di ritrattista e di miniaturista a Versailles, venne introdotto dal padre sia nel mondo dell'arte, sia al gusto di interpretare lo spirito dell'ambiente di corte.
Grazie alla sua tecnica raffinata divenne uno dei più importanti ritrattisti del suo tempo, caratterizzandosi sia per la spontaneità dei visi femminili e l'eleganza delle loro vesti, sia per la personalizzazione di alcune sue opere, come nel caso di sfondi paesaggistici campagnoli e figure indossanti abiti rurali.
Rimase insensibile al richiamo dei dettati neoclassici in voga al suo tempo.
Tra i ritratti più celebri si annoverano quelli di Madame de Pompadour, della contessa du Barry e del conte d'Artois, gran parte dei quali sono conservati al museo del Louvre.
Anche il figlio Jean-Germain seguì le orme del padre, anche se finì per accostarsi alla pittura di Jacques-Louis David.

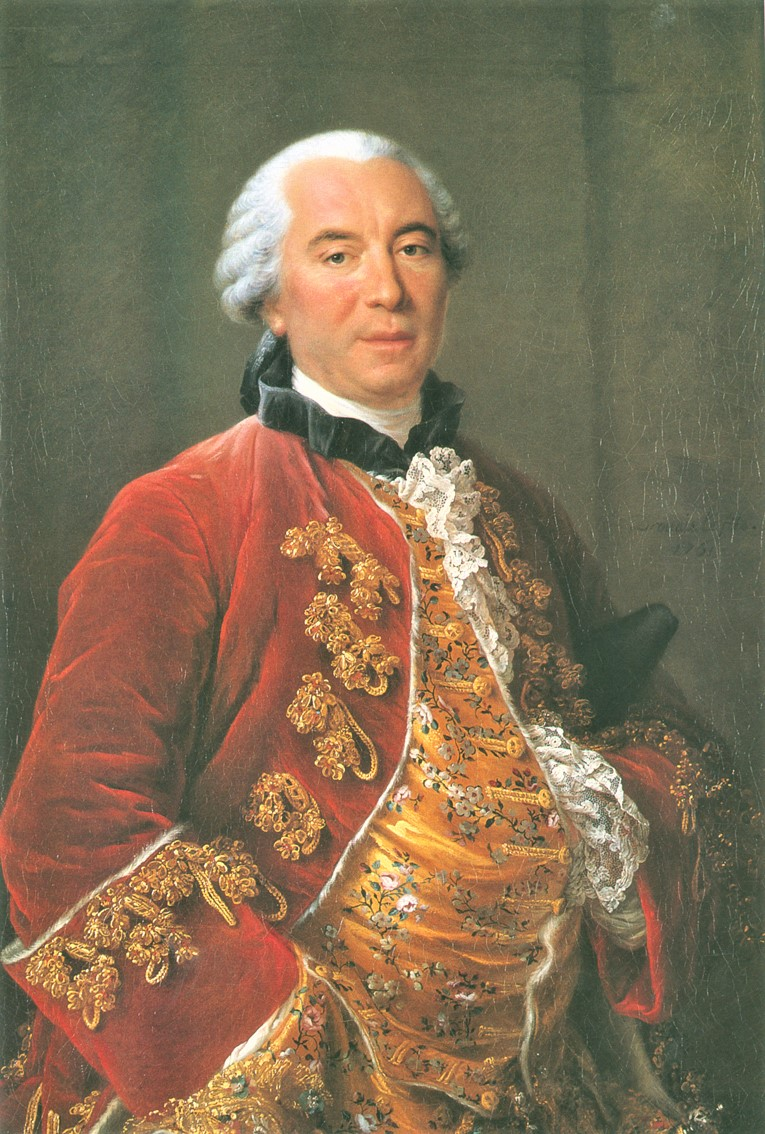
Ritratto di Georges-Louis Leclerc (1707-1788)
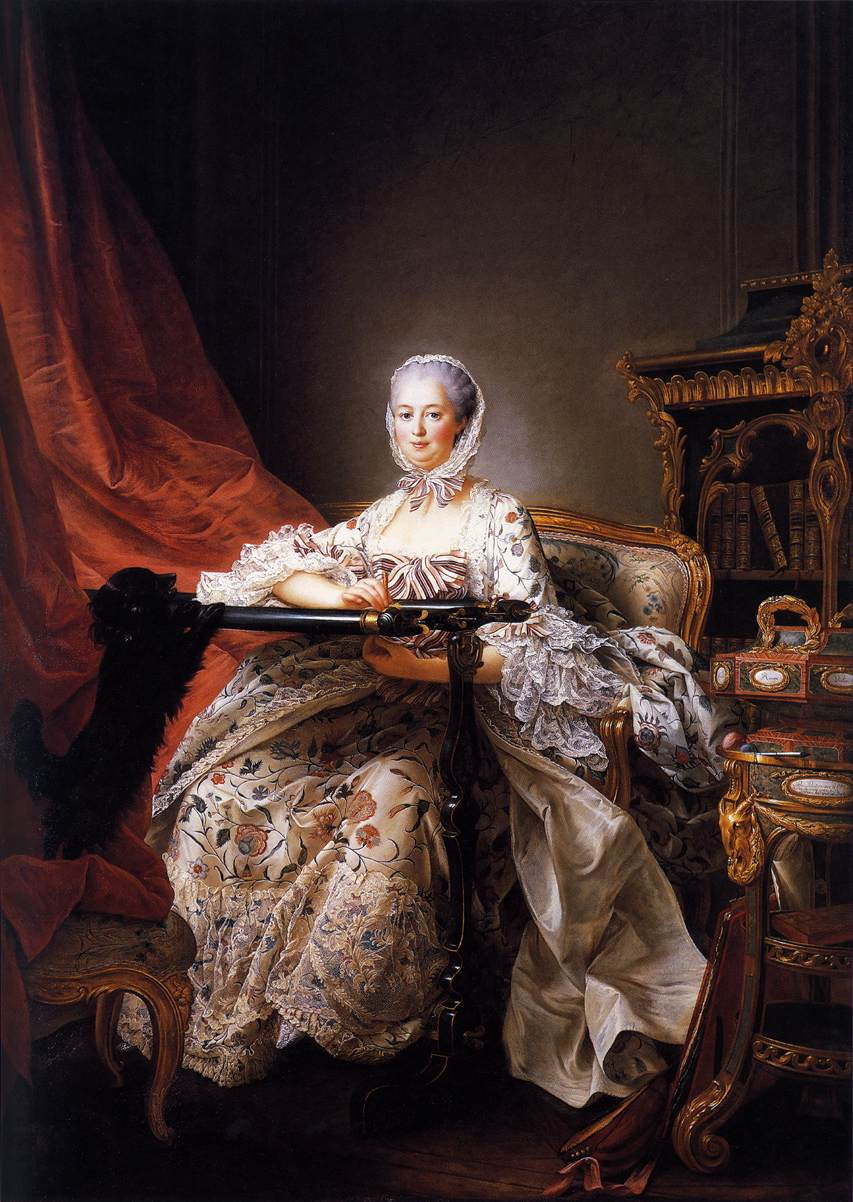
Madame de Pompadour al suo telaio da ricamo (1721-1764)
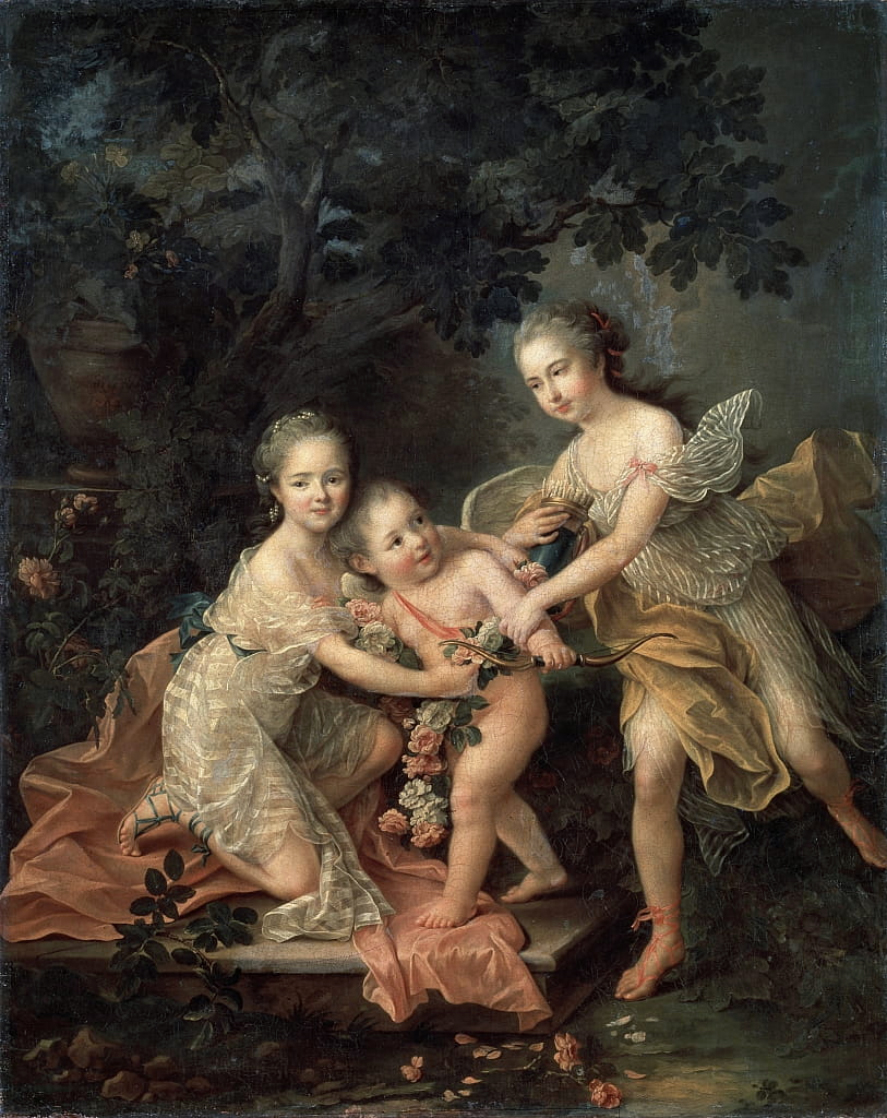
Luisa Marie Theresa e suo fratello Luigi Filippo II (ca. 1755)
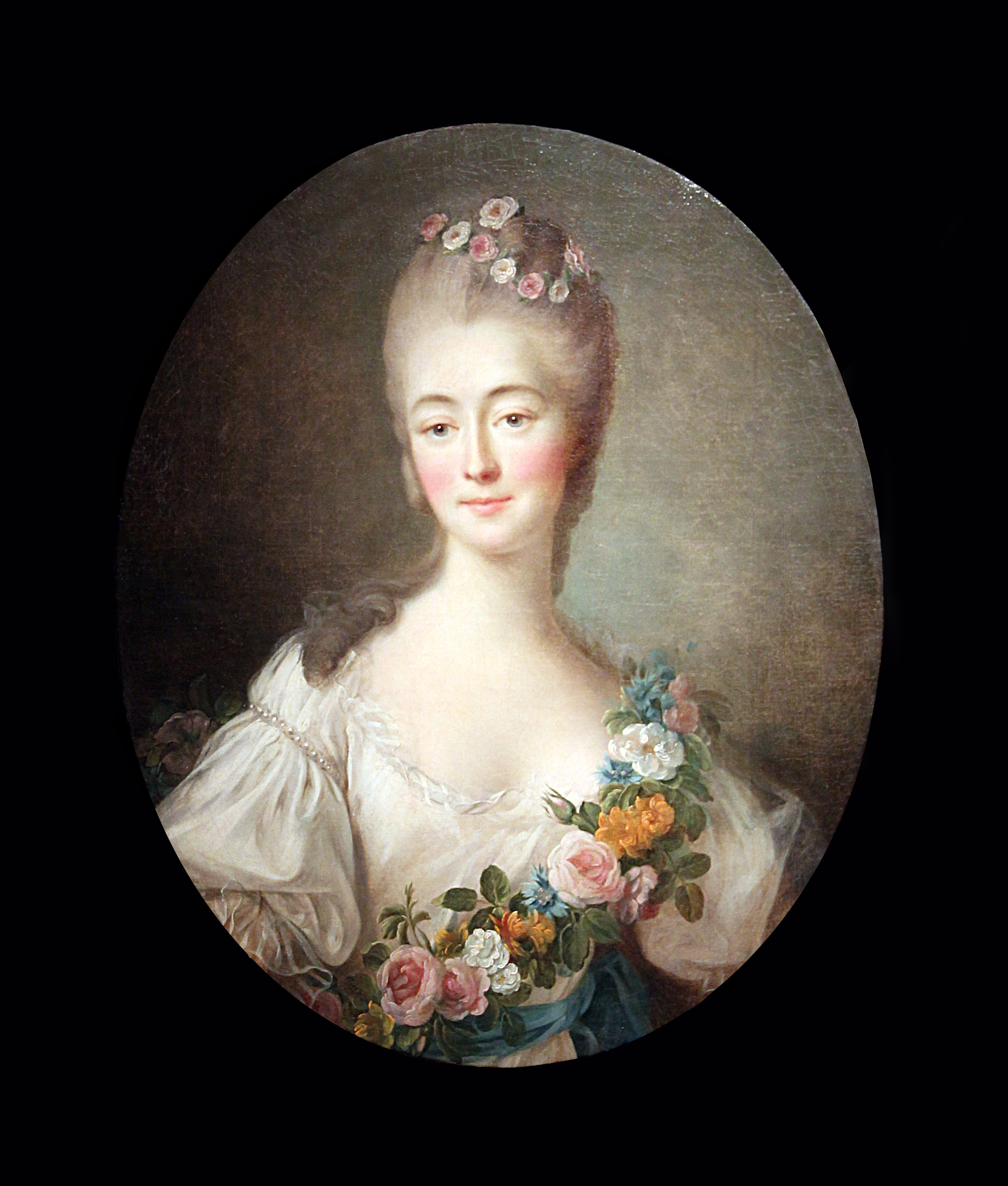